# حسكات (العدين)

تعديل مصدري - تعديل

حسكات محلة تابعة لقرية الشريج، التابعة لعزلة بني زهير بمديرية العدين إحدى مديريات محافظة إب في الجمهورية اليمنية.، بلغ تعداد سكانها 149 حسب تعداد اليمن لعام 2004.